# Søren Wærenskjold
Søren Wærenskjold (* 12. března 2000) je norský profesionální silniční cyklista jezdící za UCI ProTeam Uno-X Mobility.

## Hlavní výsledky

### Silniční cyklistika
2017
Internationale Niedersachsen-Rundfahrt
 celkový vítěz
 vítěz bodovací soutěže
 vítěz soutěže mladých jezdců
Národní šampionát
2. místo časovka juniorů
3. místo silniční závod juniorů
Grand Prix Rüebliland
4. místo celkově
vítěz 4. etapy
Trofeo Karlsberg
10. místo celkově
 vítěz soutěže mladých jezdců
Trophée Centre Morbihan
10. místo celkově
2018
Národní šampionát
 vítěz časovky juniorů
Saarland Trofeo
 celkový vítěz
vítěz etapy 3a
2. místo Gent–Wevelgem Juniors
Trophée Centre Morbihan
3. místo celkově
vítěz etapy 2a (ITT)
Mistrovství světa
5. místo časovka juniorů
2019
5. místo Youngster Coast Challenge
6. místo Ringerike GP
2020
International Tour of Rhodes
 celkový vítěz
 vítěz soutěže mladých jezdců
vítěz etap 1 a 3
2021
Tour de l'Avenir
vítěz prologu a 1. etapy
Grand Prix Priessnitz spa
vítěz prologu
Mistrovství Evropy
 2. místo časovka do 23 let
Národní šampionát
2. místo časovka
Mistrovství světa
4. místo časovka do 23 let
5. místo Circuit de Wallonie
2022
Mistrovství světa
 vítěz časovky do 23 let
 3. místo silniční závod do 23 let
Národní šampionát
 vítěz silničního závodu do 23 let
2. místo časovka
Tour de l'Avenir
vítěz 1. etapy
2. místo Chrono des Nations U23
7. místo Bredene Koksijde Classic
8. místo Gent–Wevelgem U23
2023
Národní šampionát
 vítěz časovky
Tour Poitou-Charentes en Nouvelle-Aquitaine
 celkový vítěz
 vítěz soutěže mladých jezdců
vítěz 1. etapy
Saudi Tour
vítěz 3. etapy
Kolem Belgie
2. místo celkově
vítěz 3. etapy (ITT)
Danmark Rundt
4. místo celkově
vítěz 1. etapy
7. místo Dwars door het Hageland
7. místo Münsterland Giro
2024
Národní šampionát
 vítěz časovky
AlUla Tour
vítěz 2. etapy
Vítěz Kolem Belgie
vítěz 1. etapy (ITT)
5. místo Dwars door het Hageland
6. místo Scheldeprijs
9. místo Paříž–Roubaix

#### Výsledky na Grand Tours
| Grand Tour      | 2023 | 2024 |
| --------------- | ---- | ---- |
| Giro d'Italia   | —    | —    |
| Tour de France  | 140  | 133  |
| Vuelta a España | —    |      |

| —   | Nezúčastnil se |
| DNF | Nedokončil     |

### Cyklokros
2018–2019
Národní šampionát
3. místo závod mužů
2019–2020
Národní šampionát
 vítěz závodu mužů